# アオクソモクソア
『アオクソモクソア』（Aoxomoxoa）は、グレイトフル・デッドが1969年に発表したアルバム。  16トラックの録音技術を使用してレコーディングされた最初のロックのアルバムの1つである。ファンや批評家たちは、この時期をバンドの実験的な頂点と考えている。 アルバムのタイトルは意味を持たない回文であり、普通は「アオクソモクソア [ɒksə.məksˈoʊə] 」と発音される。
ローリング・ストーン誌はこのアルバムについて、「これほどライフスタイルを繊細で愛情深く生き生きとさせ続ける音楽は他にない」とコメントした。 このアルバムは、1997年5月13日にRIAAによってゴールドディスクに認定された 1991年、ローリング・ストーン誌はこのアルバムを、優れたアルバムカバー100位中の第8位として選出した。  またコリン・ラーキンの『史上最高の1000アルバム』 （2000年）の第3版では、第674位に選ばれた。 

## 背景
このアルバムは、バンドの故郷であるサンフランシスコ（サンマテオ近くにあるパシフィックレコーディングスタジオ）で録音されたアルバム群のうち、最初の作品となった。ピアニストのトム・コンスタンテンが正式メンバーとして録音に参加した唯一の作品である。また、作詞家のロバート・ハンターが全面的にバンドに参加した最初の作品でもある。以降、ジェリー・ガルシアとハンターの作詞作曲のパートナーシップが強固なものとなり、バンドを支えていくこととなる。アコースティックな曲のアレンジを披露した最初のアルバムでもあり（「Mountains of the Moon」、「Rosemary」、「Dupree's Diamond Blues」など）、このアコースティックな作風が、次の二枚のアルバムでは中心となることとなる。
アオクソモクソアの曲のうちいくつかは、ライブで短期間の間に演奏されたのち、リストから外れることとなった。「China Cat Sunflower」のみが、バンドの定番曲となり、バンドのキャリアを通して演奏されることとなった。「Dupree's Diamond Blues」もそれほどではないものの演奏されている。「St. Stephen」は1971年までは演奏されていたものの、それ以降は1976年と1977年に再び演奏され、それ以降は数回披露されている曲である。同様に「Cosmic Charlie」は1976年に数回再演された。

## 録音
このアルバムは2度録音されている。最初のバージョンはEarthquake Countryと名付けられたが、Ampexが初めて16トラックの多重録音機（MM-1000というモデル）を製造・発表した際に破棄されることとなった。16トラックの多重録音というのは、前年発表の前作「Anthem of the Sun」でのトラック数の2倍であった。結果として、バンドは8ヶ月もの時間を費やして、その録音の技術に慣れ、試行錯誤を行い、曲を録音した。ガルシアはこのことについて、「16トラック録音はバンドの最初の冒険であり、あまりに多くのものをつぎ込もうとした。多くの演奏がミックスの際に失われ、実際にそこにあったものの多くを失ってしまった。」とコメントしている。 ドラマーのビル・クロイツマンは、「16トラックの録音は、バンドが最初のバージョンの録音を8トラックで行なっていた、1968年の終わりに登場した。しかし、スタジオが世界で最初の16トラックレコーダー（「 Live / Dead」に使用したもの）を手にした時、最初の8トラックで録音されたバージョンを破棄し、すべてもう一度録音することとなった。今度はもっと深く掘り下げて、他のバンドがまだやっていないことを試すことができた。 2倍の数のトラックを利用できることで、それぞれの曲で2倍のことができる可能性があった。スタジオでの時間に大金を費やすことなったが、私たちは最先端のテクノロジーを活用して、録音の未知の領域を開拓していった。」と述べた。 

## 収録曲
| 全作詞・作曲: 記述がない曲は全てジェリー・ガルシアとロバート・ハンターによる作詞作曲。 |                                                                    |                                                                            |                                                                            |      |
| #                                                                                      | タイトル                                                           | 作詞                                                                       | 作曲・編曲                                                                 | 時間 |
| 1.                                                                                     | 「セント・ステファン（St. Stephen）」                              | ガルシア、 フィル・レッシュ 、ハンター                                     | ガルシア、 フィル・レッシュ 、ハンター                                     | 4:26 |
| 2.                                                                                     | 「デュプリーズ・ダイアモンド・ブルース（Dupree's Diamond Blues）」 | 記述がない曲は全て ジェリー・ガルシア と ロバート・ハンター による作詞作曲 | 記述がない曲は全て ジェリー・ガルシア と ロバート・ハンター による作詞作曲 | 3:32 |
| 3.                                                                                     | 「ローズマリー（Rosemary）」                                       | 記述がない曲は全て ジェリー・ガルシア と ロバート・ハンター による作詞作曲 | 記述がない曲は全て ジェリー・ガルシア と ロバート・ハンター による作詞作曲 | 1:58 |
| 4.                                                                                     | 「ドゥーイング・ザット・ラグ（Doin' That Rag）」                   | 記述がない曲は全て ジェリー・ガルシア と ロバート・ハンター による作詞作曲 | 記述がない曲は全て ジェリー・ガルシア と ロバート・ハンター による作詞作曲 | 4:41 |
| 5.                                                                                     | 「マウンテズ・オブ・ザ・ムーン（Mountains of the Moon）」          | 記述がない曲は全て ジェリー・ガルシア と ロバート・ハンター による作詞作曲 | 記述がない曲は全て ジェリー・ガルシア と ロバート・ハンター による作詞作曲 | 4:02 |

| #  | タイトル                                                              | 作詞 | 作曲・編曲 | 時間 |
| -- | --------------------------------------------------------------------- | ---- | ---------- | ---- |
| 1. | 「チャイナ・キャット・サンフラワー（China Cat Sunflower）」           |      |            | 3:40 |
| 2. | 「ホワッツ・ビカム・オブ・ザ・ベイビー（What's Become of the Baby）」 |      |            | 8:12 |
| 3. | 「コズミック・チャーリー（Cosmic Charlie）」                          |      |            | 5:29 |

## 収録参加者
- ジェリー・ガルシア – ギター、ボーカル
- ボブ・ウィアー – ギター、ボーカル
- ロンマッカーナン – オルガン、パーカッション
- トムコンスタンテン – キーボード
- フィル・レッシュ – ベース、ボーカル
- ビル・クロイツマン – ドラム、パーカッション
- ミッキーハート – ドラム、パーカッション